# Zhou Qi
Zhou Qi (周琦S, Zhōu QíP; Xinxiang, 16 gennaio 1996) è un cestista cinese.

## Carriera
Dopo avere rifiutato alcune offerte provenienti da college statunitensi, nel 2014 iniziò a giocare a basket tra i professionisti con la squadra della sua città Natale, ovvero i Xinjiang Flying Tigers.
Il 23 giugno 2016 venne selezionato alla 43ª scelta del Draft NBA dagli Houston Rockets.
Dopo averlo lasciato a maturare per un anno in Cina nelle file degli Xinjiang Flying Tigers, Zhou Qi firmò un contratto triennale (con opzione alla squadra per il quarto anno) con i Rockets.
Debuttò in NBA con i razzi nel derby texano vinto per 107-91 il 22 ottobre 2017, in cui totalizzò 3 rimbalzi e 1 stoppata in 7 minuti sul campo. Il 6 novembre 2017 venne assegnato per la prima volta in G-League ai Rio Grande Valley Vipers, squadra affiliata agli Houston Rockets.
Tuttavia non riuscì mai a imporsi con la squadra texana venendo impiegato molto poco da coach Mike D'Antoni, tanto che il secondo anno (dopo essere stato impiegato solamente in 18 occasioni nel primo dove trascorse più tempo in G-League), precisamente il 17 dicembre 2018, venne tagliato da Houston; in totale durante la seconda stagione disputò solamente una partita con il club segnando 2 punti.

## Palmarès
- Campionato cinese: 1

Xinjiang Flying Tigers: 2016-17